# Geiselstein
Der Geiselstein ist ein 1882 m ü. NHN hoher Berg im Naturschutzgebiet Ammergauer Alpen in Südbayern.
Der Gipfel des Kalkberges ist ein beliebtes Kletterrevier mit zahlreichen, teilweise sehr anspruchsvollen Routen. Auch der Normalweg ermöglicht nur dem schwindelfreien, trittsicheren und klettererfahrenen Bergsteiger den Aufstieg. Wegen ihrer markanten Gestalt wird die freistehende Felspyramide manchmal als das „Matterhorn der Ammergauer Alpen“ bezeichnet. Die Nordwand des Geiselsteins fällt etwa 400 Meter ins Tal ab.

## Stützpunkte und Wege
Man kann den Geiselstein leicht erreichen, wenn man von Halblech aus mit dem Kenzenbus über rund 12 km durch das Halblechtal bis zum Wankerfleck oder zur Kenzenhütte fährt. Auch mit dem Fahrrad sind beide Ausgangspunkte gut erreichbar. Ein Wanderweg führt in ca. 45 Minuten von der Kenzenhütte zum Kenzensattel. Von dort steigt man noch ungefähr eine Stunde zum südwestlich des Berges gelegenen Geiselsteinsattel auf. Gut ausgebaute Bergsteige gestatten dem normalen Bergwanderer die Umrundung des Massivs. Eine Besteigung ist nur mit entsprechender Ausrüstung und Erfahrung möglich.
Der Aufstieg über den Normalweg wird in der Führerliteratur meist mit dem Schwierigkeitsgrad I, eine Stelle II (UIAA) klassifiziert. Als Gipfelziel für den normalen Bergwanderer ist in diesem Gebiet der Kenzenkopf (1745 m) oder die Hochplatte (2082 m) anzusehen, die mit ein wenig Trittsicherheit sehr gut zu besteigen sind.

## Geologie

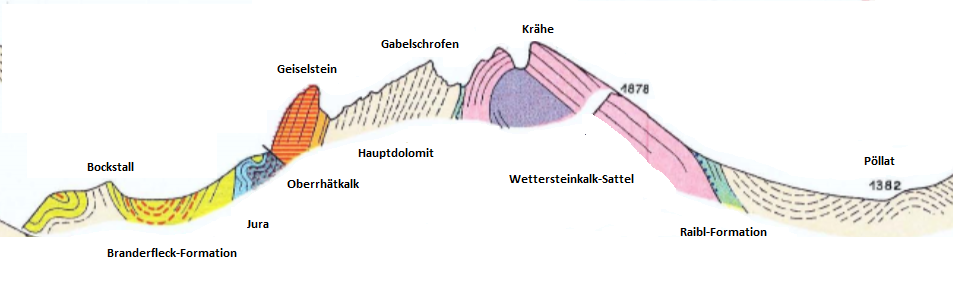
Geologisches Nord-Südprofil durch den Geiselstein

Der Geiselstein besteht geologisch aus Oberrhätkalk. Dieser baut sich im Ammergebirge in typischer Ausbildung aus sehr reinen, festen, lichten Feinoolithkalken auf. Letztere zeigen meist eine hellgelbe oder sehr lichtbräunliche Farbe und werden gelegentlich fast schneeweiß. Im Westen sind sie noch deutlich gebankt, im Osten jedoch oft völlig klotzig. Am Geiselstein selbst werden zwei Fazies ausgeschieden – eine massige Fazies am Gipfel und im Norden des Berges (designiert im UmweltAtlas Geologie als nOom) sowie eine oolithische Fazies (nOoo) im Süden. Tektonisch gehört der Berg zur Lechtal-Decke der Nördlichen Kalkalpen. Er bildet den steil nach Norden einfallenden Nordflügel des Wetterstein-Sattels an der Krähe. Infolge der starken Einengung wurde der Nordflügel an einer relativ flach Süd-fallenden Aufschiebung über die Schichten des Juras gepresst und deformierte diese. Weiter nach Norden in Richtung Bockstall folgt dann auf den Jura eine Mulde mit der Branderfleck-Formation aus der Unterkreide.

## Trivia
Der Name des Berges rührt von dem Schatten her, den er bei Sonnenschein auf die benachbarte Hochplatte wirft.
Im Jahr 2003 fielen im Geiselsteingebiet zwei der Diözese Augsburg inkardinierte Priester tödlichen Abstürzen zum Opfer, Pfarrer Ulrich Fink aus Wildpoldsried am 16. Juni und Pfarrer Peter Mayr aus Halblech am 7. Juli dieses Jahres. Der Tod des ersteren wurde in zwei Artikeln vom Vortag fälschlich für die Gehrenspitze gemeldet.